# 新潟県立白根高等学校
新潟県立白根高等学校（にいがたけんりつ しろねこうとうがっこう）は、新潟県新潟市南区上下諏訪木にある県立高等学校。通称、白高（しろこう）。

## 沿革
- 1963年4月1日 - 開校。

## 教育目標
- 自主的にして、自律的な生徒の育成
- 寛容にして、協調性のある生徒の育成
- 良知をはたらかせ、真理を愛する生徒の育成
- 質素にして、清潔な生徒の育成
- 健康にして、明朗な生徒の育成

## 交通
- 新潟交通グループ W7 大野・白根線ほか 「白根横町」バス停より徒歩約10分
  - 新潟駅・新潟市中心部・青山方面からはこのバス停が最寄りとなる。系統の詳細は新潟交通のバス路線一覧#W7を参照。
- 新潟交通観光バス・新潟市南区区バス 「白根高校前」バス停より徒歩約1分
  - JR新津駅東口・矢代田駅と白根を結ぶSW3・SW4系統のほか、区バスの路線が発着する。
- 新潟交通観光バス・新潟市南区区バス 「古川宮前」バス停より徒歩約3分
  - JR新津駅東口と白根を結ぶSW1・SW2系統のほか、区バスの路線が発着する。

## 校歌
- 『新潟県立白根高等学校校歌』 - 作詞：宮柊二、作曲：別宮貞雄

## 学校行事
- 4月 - 入学式
- 5月 - 中間考査
- 6月 - 体育祭
- 7月 - 期末考査
- 10月 - 中間考査、文化祭
- 12月 - 期末考査
- 2月 - 学年末考査
- 3月 - 卒業式、1・2年球技大会